# Baragi, Mudhol
Baragi là một làng thuộc tehsil Mudhol, huyện Bagalkot, bang Karnataka, Ấn Độ.